# نقص الأكسجين (بيئة)
يشير نقص الأكسجين إلى الظروف التي ينخفض فيها تركيز الأكسجين. النسبة الطبيعية لغاز الأكسجين في الغلاف الجوي هي 20.9%. يبلغ الضغط الجزئي للأكسجين في الغلاف الجوي 20.9% من إجمالي الضغط الجوي. في الماء، تكون مستويات الأكسجين أقل بكثير، حوالي 7 أجزاء من المليون من (0.0007%) في مياه ذات نوعية جيدة، وتتقلب محليًا اعتمادًا على وجود الكائنات العضوية التي تجري عمليات التمثيل الضوئي والمسافة النسبية للسطح (إذا كان هناك المزيد من الأكسجين في الهواء، فسوف ينتشر إلى الماء عبر تدرج الضغط الجزئي).

## نقص أكسجين الغلاف الجوي
يحدث نقص الأكسجين في الغلاف الجوي بشكل طبيعي على ارتفاعات عالية. ينخفض إجمالي الضغط الجوي مع زيادة الارتفاع، مما يؤدي إلى انخفاض الضغط الجزئي للأكسجين والذي يُعرَّف بنقص الأكسجين ناقص الضغط، لكن في هذه الحالة ستبقى نسبة الأكسجين 20.9% من إجمالي خليط الغازات. يختلف ذلك عن نقص الأكسجة بنقص الأكسجين، الذي تنخفض فيه نسبة الأكسجين في الهواء (أو الدم). يشيع ذلك في جحور الحيوانات تحت الأرضية المغلقة مثل حيوانات العرميات أو فئران الخلد. يعتبر نقص الأكسجة في الغلاف الجوي أيضًا أساس التدريب في المرتفعات، وهو جزء مهم من تدريب نخبة الرياضيين. تحاكي العديد من الشركات نقص الأكسجة باستخدام الغلاف الجوي الاصطناعي المعياري.

## نقص الأكسجة المائية
استنفاذ الأكسجين هو ظاهرة تحدث في البيئات المائية التي ينخفض تركيز الأكسجين المنحل (الأكسجين الجزيئي المنحل في الماء) إلى درجة يصبح فيها ضارًا بالكائنات المائية الموجودة. يُعبر عادةً عن الأكسجين المنحل كنسبة مئوية من الأكسجين الذي يذوب في الماء عند درجة الحرارة والملوحة السائدة (يؤثر كلاهما على قابلية ذوبان الأكسجين في الماء، انظر تشبع الأكسجين وتحت الماء). يسمى النظام المائي الذي يفتقر إلى الأكسجين المذاب (0% تشبع) بأنه لا هوائي أو مختزل الأكسجين، ويسمى النظام ذو التركيز المنخفض (في النطاق بين 1 و30% تشبع) بناقص الأكسجة أو مضطرب الأكسجة. لا تستطيع معظم الأسماك لا تستطيع العيش في وسط تشبع أقل من 30%. يؤدي نقص الأكسجة إلى ضعف تكاثر الأسماك بسبب حدوث اضطرابات في الغدد الصماء عندها. نادرًا ما تكون نسبة التشبع في البيئة المائية الصحية من أقل من 80%. يوجد منطقة خارج هوائية نسبة الإشباع فيها بين النسبة في مناطق انعدام الأكسجة ونقص الأكسجة.
من الممكن أن يحدث نقص الأكسجة في جميع ارتفاعات العمود المائي، على ارتفاعات عالية وبالقرب من الرواسب في القاع. يمتد عادةً عبر 20-50% من عمود الماء، ولكن يعتمد ذلك على عمق المياه وموقع وتسلسلات الكثافة المائية (التغيرات السريعة في كثافة الماء مع العمق). قد يحدث ذلك في 10-80% من عمود الماء. فمثلًا، في عمود مائي طوله 10 أمتار، قد يصل نقص الأكسجة حتى مترين تحت السطح. في عمود مائي يبلغ ارتفاعه 20 مترًا، قد يمتد حتى 8 أمتار تحت السطح.

### القتل الموسمي
قد يؤدي استنفاذ الأكسجين في الطبقة المائية السفلية إلى «قتل» الكائنات الحية في الصيف والشتاء. أثناء التقسيم الطبقي المائي الصيفي، ستزداد معدلات تنفس المواد العضوية والرواسب ذاتية التغذية في الطبقة المائية السفلية. إذا استنفذ الأكسجين بشكل كبير جدًا، فقد تموت الكائنات الهوائية، مثل الأسماك، مما يؤدي إلى ما يُعرف باسم «القتل الصيفي». قد تحدث نفس الظواهر في الشتاء ولكن لأسباب مختلفة. خلال فصل الشتاء، يمكن للغطاء الجليدي والثلج أن يخفف الضوء، وبالتالي يقلل من معدلات التمثيل الضوئي. ويمنع التجمد فوق البحيرة تفاعلات الهواء والماء التي تسمح بتبادل الأكسجين. يؤدي ذلك إلى نقص الأكسجين بينما يستمر التنفس. عندما ينضب الأكسجين بشدة، قد تموت الكائنات اللاهوائية، ويحدث ما يُعرف باسم «قتل الشتاء».

### أسباب نقص الأكسجة
يحدث استنفاذ الأكسجين بسبب بعض العوامل الطبيعية، ولكنه غالبًا ما يكون مصدر قلق عندما ينتج عن التلوث وفرط المغذيات التي تدخل فيها المغذيات النباتية إلى نهر أو بحيرة أو محيط، وتزيد من انتشار العوالق النباتية. ففي حين أن العوالق النباتية ستزيد من تشبع الأكسجين المنحل خلال ساعات النهار من خلال عملية التمثيل الضوئي، ستقلل كثافة النباتات من تشبع الأكسجين المنحل أثناء الليل بسبب التنفس (تحدث عملية التمثيل الضوئي في النهار فقط بوجود أشعة الشمس). عندما تموت خلايا العوالق النباتية، ستغرق في اتجاه القاع وتتحلل بواسطة البكتيريا، وهي عملية تقلل من الأكسجين المنحل في عمود الماء. إذا تطور استنفاذ الأكسجين إلى نقص الأكسجة، فقد تموت الأسماك وقد تُقتل أيضًا اللافقاريات مثل الديدان والمحار الموجودة في القاع.
قد يحدث نقص الأكسجة أيضًا في حالة عدم وجود ملوثات. فمثلًا، في مصبات الأنهار، قد ينتج عن تدفق المياه العذبة ذات الكثافة الأقل من المياه المالحة من النهر إلى البحر تقسّم لطبقات عمود الماء. لذلك يلجأ المسؤولين عن تصميم المصبات إلى تقليل الاختلاط الرأسي بين المسطحات المائية، مما يحد من إمداد الأكسجين من المياه السطحية إلى مياه القاع الأكثر ملوحة. قد يصبح تركيز الأكسجين في الطبقة السفلية منخفضًا بدرجة كافية لحدوث نقص الأكسجة. المناطق المعرضة بشكل خاص لهذا تشمل المياه الضحلة للمسطحات المائية شبه المغلقة مثل بحر وادن أو خليج المكسيك، حيث الجريان الأرضي كبير. قد تتشكل في مثل هذه المناطق ما يُعرف بـ «المنطقة الميتة». غالبًا ما تكون فترات انخفاض الأكسجين المنحل موسمية، مثلما يحدث في قناة هود ومناطق بيوجت ساوند في ولاية واشنطن. حدد معهد الموارد العالمية 375 منطقة ساحلية ناقصة الأكسجة حول العالم، تتركز في المناطق الساحلية في أوروبا الغربية، والسواحل الشرقية والجنوبية للولايات المتحدة، وشرق آسيا، وخاصة في اليابان.
قد يكون نقص الأكسجة أيضًا هو التفسير لظواهر دورية مثل اليوبيل المتنقل للخليج، حيث تندفع الحياة المائية فجأة إلى المياه الضحلة، وربما تحاول الهروب من المياه التي يستنفذ فيها الأكسجين. يُلقى اللوم لنفوق المحار المنتشر على نطاق واسع بالقرب من سواحل أوريغون وواشنطن على بيئة المنطقة الميتة الدورية.